# Ahmès Pen-Nekhbet
Pour les articles homonymes, voir Ahmès.
Ahmès Pen-Nekhbet (Celui de la déesse Nekhbet) est un soldat égyptien du début de la XVIIIe dynastie, qui se distingue dans les guerres menées par les premiers souverains du Nouvel Empire et qui devient, dans sa vieillesse, haut fonctionnaire et précepteur des enfants royaux.

## Un fidèle compagnon d'arme
Son nom, comme la localisation de sa tombe, attestent qu'il est originaire de la ville de Nekheb (actuelle El Kab), alors que l'Égypte est encore partiellement sous domination Hyksôs.
Ainsi que l'indique son autobiographie gravée dans sa tombe, il participe aux campagnes militaires d'Ahmôsis Ier, qui voit l'expulsion définitive des Hyksôs, il reçoit d'Amenhotep Ier, « l'or de la vaillance » pour son action au pays de Kouch et de Thoutmôsis Ier lors de sa campagne contre le Mittani, de nombreuses récompenses, ainsi que, peut-être, de Thoutmôsis II dans une possible campagne en Asie dont il n'existe pas d'autre attestation. Il est contemporain du chef-rameur honoré Ahmès fils d'Abana, également citoyen d'El Kab. 
Devenu vieux, Thoutmôsis Ier le nomme tuteur de sa fille Hatchepsout, et à la fin de sa vie, il a encore l'honneur d'être le « Père nourricier » de la fille de celle-ci, Néférourê. Il meurt sous le règne de Thoutmôsis III, ayant servi sous les règnes successifs de cinq rois, tous cités dans sa biographie. Il porte les titres de gouverneur, hérault, trésorier en chef et porteur du sceau royal.
Il est fait mention dans sa tombe de son frère Khâemouaset et de sa femme Ipou, qui est peut-être la même que la nourrice royale homonyme, mère de Satiâh, épouse du roi Thoutmôsis III.